# Corvida

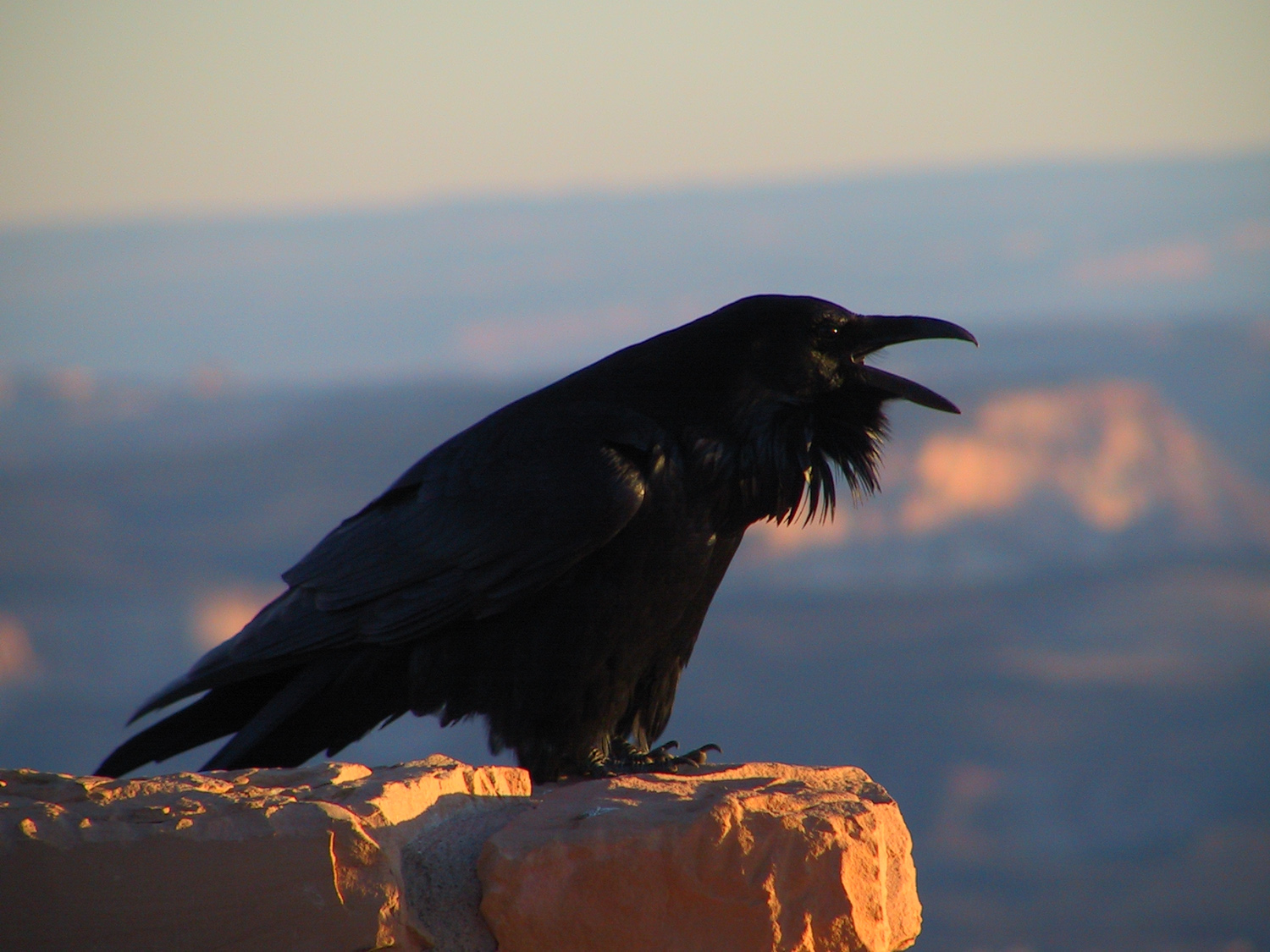
Corvus corax.

Corvida era un dels dos parvordres contingut dins del subordre Passeri, proposat en la taxonomia de Sibley-Ahlquist. L'altre parvordre és Passerida. La pràctica taxonòmica estàndard els col·locaria a la posició d'infraordre.
Una recerca més recent suggereix que això no és una clade diferent—un grup de parents més propers i res més—sinó un grau evolutiu en comptes d'això. Com a tal, és abandonat en els tractaments moderns, sent reemplaçat per un nombre de superfamílies que és considerat força basal entre el subordre Passeri.
Es presumeix que la cria cooperativa—present dins molts o la majoria de membres del Maluridae, Meliphagidae, Artamidae i Corvidae, entre altres—és una comuna apomorfia dins d'aquest grup. No obstant això, com ho demostra la filogènesi actualitzada, aquest tret és més aviat el resultat d'una evolució paral·lela, potser perquè les espècies pertanyents al subordre Passeri va haver de competir contra moltes aus ecològicament similars (veure parents propers als passeriformes).

## Classificacions de les famílies dins de Corvida
En la columna esquerra de la taula s'hi col·loquen les famílies dins de Corvida ordenades taxonòmicament. La columna dreta conté els detalls de la seva col·locació en la sistemàtica moderna.
Les famílies Corvoidea i Meliphagoidea es col·loquen basals entre els Passeri. Són uns grups prou grans per ser considerats superfamílies en el seu propi dret.
| Família | Classificació actual                                                                                  |
| --- | --- |
| Menuridae: ocells lira                                                                                       | Superbasal de Passeri, propera a Atrichornithidae                                                     |
| Atrichornithidae: atricornítids                                                                              | Superbasal de Passeri, propera a Menuridae                                                            |
| Climacteridae: raspinellls australians                                                                       | Basal de Passeri, propera a Ptilonorhynchidae                                                         |
| Ptilonorhynchidae: arquers                                                                                   | Basal de Passeri, propera a Climacteridae                                                             |
| Maluridae: caragolets australians                                                                            | Meliphagoidea. Avui en dia les espècies estan col·locades en diverses famílies.                       |
| Meliphagidae: menjamels                                                                                      | Meliphagoidea                                                                                         |
| Pardalotidae: pardalots                                                                                      | Meliphagoidea. Avui en dia diverses famílies; podria pertànyer adequàdament a la família Meliphagidae |
| Petroicidae: bosquetes austrlianes                                                                           | Incertae sedis dins de Passeri, propera a Picathartidae                                               |
| Orthonychidae: ortoníquids                                                                                   | Incertae sedis dins de Passeri, propera a Pomatostomidae                                              |
| Pomatostomidae: pomatostòmids                                                                                | Incertae sedis dins de Passeri, propera a Orthonychidae                                               |
| Cinclosomatidae: tords guatlla                                                                               | Incertae sedis dins de Corvoidea, relacions amb Pachycephalidae sense resoldre                        |
| Neosittidae: picasoques australians                                                                          | Corvoidea                                                                                             |
| Pachycephalidae: xiuladors i pitohuís                                                                        | Incertae sedis dins de Corvoidea, altament parafilètic i relacions amb Cinclosomatidae sense resoldre |
| Dicruridae: drongos                                                                                          | Corvoidea. Possiblement parafilètica                                                                  |
| Campephagidae: cucuts botxí i afins (col·locats inicialment dins la família Laniidae)[requereix verificació] | Corvoidea                                                                                             |
| Oriolidae: oriols                                                                                            | Corvoidea                                                                                             |
| Icteridae: oriols i merles americans                                                                         | Passerida: Passeroidea (el llinatge principal més modern dels ocells cantaires)                       |
| Artamidae: orenetes de bosc, carnissers i garsa australiana                                                  | Corvoidea                                                                                             |
| Paradisaeidae: ocells del paradís                                                                            | Corvoidea                                                                                             |
| Cnemophilidae: ocells del paradís de boca grossa (col·locats dins Paradisaeidae)                             | Incertae sedis dins de Passeri, potser propera a Callaeidae                                           |
| Corvidae: corbs, garses, gaigs...etc.                                                                        | Corvoidea                                                                                             |
| Corcoracidae: gralla d'ales blanques i ocell apòstol                                                         | Corvoidea                                                                                             |
| Irenidae: irenes                                                                                             | Incertae sedis dins de Passeri; propera a Passeroidea o Regulidae (reietons)                          |
| Laniidae: escorxadors i botxins                                                                              | Corvoidea                                                                                             |
| Prionopidae: prionops (inicialment col·locats dins Laniidae)                                                 | Corvoidea                                                                                             |
| Malaconotidae: txagres, capsigranys africans i afins (inicialment col·locats dins Laniidae)                  | Corvoidea                                                                                             |
| Vireonidae: viris i chivís                                                                                   | Corvoidea                                                                                             |
| Vangidae: vangues                                                                                            | Corvoidea                                                                                             |
| Turnagridae: tords neozelandesos †                                                                           | Corvoidea (inclòs dins Oriolidae)                                                                     |
| Callaeidae: tieke i kokako                                                                                   | Incertae sedis dins de Passeri, possiblement propera a Cnemophilidae                                  |

A més, les següents famílies no van ser inclosos dins "Corvida" tot i que les seves relacions més properes amb els taxons estan inclosos en la mateixa família:
| Família                                                   | Classificació dins la de Sibley-Ahlquist | Classificació actual                                    |
| --------------------------------------------------------- | ---------------------------------------- | ------------------------------------------------------- |
| Platysteiridae: botxins papamosques, batis i afins        | Passerida (inclòs dins Muscicapidae)     | Corvoidea                                               |
| Picathartidae: picatarts                                  | Passerida                                | Passeri incertae sedis, close to Petroicidae            |
| Chaetopidae: saltarroques                                 | Passerida (Turdidae)                     | Passeri incertae sedis, close to Petroicidae            |
| Melanocharitidae: picabaies i picuts                      | Passerida                                | Passeri incertae sedis, possibly close to Cnemophilidae |
| Paramythiidae: picabaies crestat i picabaies de les Arfak | Passerida (inclòs dins Melanocharitidae) | Passeri incertae sedis, possibly close to Cnemophilidae |